# Мерджел, Бьянка
Бьянка Мерджел (англ. Bjanka Murgel; род. 5 мая 1986, Торонто) — канадская актриса и фотомодель.

## Биография
Бьянка Жустин Мерджел родилась в городе Торонто, провинции Онтарио, Канада. Училась в национальной балетной школе Канады. В 2009 году окончила университет в Монреале.
В 2005 году дебютировала в кино. Снималась в рекламе Halls Oxygen, Levi Strauss & Co., Xbox 360, Sharp. Получила известность благодаря роли в фильме ужасов «Затаившиеся 3D».

## Фильмография
| Год  |     | Русское название                      | Оригинальное название         | Роль              |
| ---- | --- | ------------------------------------- | ----------------------------- | ----------------- |
| 2005 | ф   | Алекс, убийца вампиров                | Alex, Vampire Slayer          | Кассандра         |
| 2005 | с   | Фестиваль                             | The Festival                  | девушка           |
| 2005 | тф  | Живой товар                           | Human Trafficking             | Титания           |
| 2006 | тф  | Черный вдовец                         | Black Widower                 | Бобби Вагнер-Эмос |
| 2006 | тф  | Последний поворот                     | Last Exit                     | Мелина            |
| 2006 | с   | Голый Джош                            | Naked Josh                    | девушка           |
| 2008 | ф   | К югу от Луны                         | South of the Moon             | Доминик           |
| 2008 | ф   | Каратель: Территория войны            | Punisher: War Zone            | Кэнди             |
| 2009 | с   |                                       | The Latest Buzz               | Карина            |
| 2009 | ф   |                                       | Jesus Saves                   | девушка           |
| 2010 | кор |                                       | Til Death...                  | Сара              |
| 2010 | с   | Зов крови                             | Lost Girl                     | Милена            |
| 2010 | ф   | Бросок, ещё бросок                    | Lance et compte               | Долли             |
| 2011 | ф   | Затаившиеся 3D                        | Hidden 3D                     | Кимберли          |
| 2012 | с   | Бросок, ещё бросок: Дыра              | Lance et compte: La déchirure | Тексанн/Долли     |
| 2013 | ф   | Все американские рождественские гимны | All American Christmas Carol  | девушка в клипе   |
| 2013 | ф   | Раскол                                | Fractured                     | Бася              |
| 2015 | ф   | Под чужим именем                      | False Colors                  | Аманда Эйрдейл    |